# 로베르트 야르니
로베르트 야르니(크로아티아어: Robert Jarni, 1968년 10월 26일, 유고슬라비아 차코베츠 ~ )는 크로아티아의 은퇴한 축구 선수이자, 포지션은 왼쪽 풀백이었다. 그는 1998년 FIFA 월드컵 8강전에서 독일을 상대로 선제 득점을 기록했었다.

## 경력
유고슬라비아
- 1987년 FIFA 세계 청소년 축구 선수권 대회 국가대표
- 1990년 FIFA 월드컵 국가대표
- 1990년 UEFA U-21 축구 선수권 대회 국가대표

 크로아티아
- UEFA 유로 1996 국가대표
- 1998년 FIFA 월드컵 국가대표
- 2002년 FIFA 월드컵 국가대표

## 수상
하이두크 스플리트
- 유고슬라비아 1부 리그 : 1986-87, 1990-91

 유벤투스
- 1994-95 세리에 A 우승
- 1994-95 코파 이탈리아 우승

 레알 마드리드
- 1998년 인터콘티넨털컵 우승

 라스팔마스
- 1999-00 세군다 디비시온 우승

 유고슬라비아
- 1987년 FIFA 세계 청소년 축구 선수권 대회 우승
- 1990년 UEFA U-21 축구 선수권 대회 준우승

 크로아티아
- 1998년 FIFA 월드컵 3위